# アレクサンダー・リッチ
アレクサンダー・リッチ（Alexander Rich, 1925年11月15日 - 2015年4月27日）は アメリカ出身の生物学者・生物物理学者。マサチューセッツ工科大学、ハーバード大学医学部の教授を務める。
コネチカット州ハートフォード生まれ。ハーバード大学医学部卒業後、カリフォルニア工科大学のライナス・ポーリングのもとで博士研究員として働き、1958年マサチューセッツ工科大学に移った。通常DNAの二重らせんは右巻きであるが(B-DNA)、1979年左巻きのDNAを発見しZ-DNAと名付けた。また転移RNAの立体構造を解明した。全米科学アカデミー会員。2015年ボストンで死去。

## 受賞歴
- 1982年 - ローゼンスティール賞
- 1995年 - アメリカ国家科学賞、ライナス・ポーリング賞
- 2000年 - バウアー賞
- 2001年 - ロモノーソフ金メダル
- 2002年 - パサノ賞
- 2008年 - ウェルチ化学賞

## 註
1. ↑  Alexander Rich dies at 90